# Wellston (Ohio)
Pour les articles homonymes, voir Wellston.
Wellston est une ville située dans le comté de Jackson, dans l’Ohio, aux États-Unis.